# Jonathan Phillippe
Jonathan Phillippe (Navarro, 24 gennaio 1988) è un ex calciatore argentino, di ruolo attaccante.

## Carriera
Cresciuto nelle giovanili del Boca Juniors, debutta in campionato il 31 agosto 2008 nella partita vinta 3-0 contro l'Huracàn.

## Palmarès

### Club

#### Competizioni nazionali
- Campionato argentino: 1

Boca Juniors: Apertura 2008